# Barrancos
Barrancos (prononciation: [bɐ'rɐ̃kuʃ] ou [bɐ'ʁɐ̃kuʃ]) est une ville portugaise de la Raia (frontière avec l’Espagne) située dans le district de Beja, dans la région de l'Alentejo et la sous-région du Bas Alentejo.
Barrancos est l'une des six municipalités portugaises (municipios) constituées d'une seule 'commune" (freguesia). Avec une population de 1 834 habitants, elle est le siège de la municipalité (municipio) la moins peuplée du Portugal continental. 
Barrancos est connue pour avoir au moins trois particularités :
- elle est la capitale du jambon ibérique portugais : le presunto ou paleta de Barrancos, appellation d'origine,
- elle est une des rares villes portugaises où tout le monde parle un dialecte, le Barranquenho, enseigné à l'école,
- elle est la seule ville portugaise, avec Reguengos de Monsaraz, où se pratique la corrida avec mort du taureau, tradition légalisée par régime d'exception en 2002 par le Parlement portugais.

## Géographie
Barrancos est frontalière avec l'Espagne, limitrophe au nord et à l'est de trois municipalités espagnoles : Oliva de la Frontera et Valencia del Mombuey (province de Badajoz) et de Encinasola (province de Huelva).
Elle est également limitrophe :
- au sud et à l'ouest, de Moura,
- au nord-ouest, de Mourão.

Barrancos est distante de 110 km d'avec la capitale du district de Beja et de la même distance avec la ville d'Évora.

## Démographie
| 1801  | 1849  | 1900  | 1930  | 1960  | 1981  | 1991  | 2001  | 2011  |
| ----- | ----- | ----- | ----- | ----- | ----- | ----- | ----- | ----- |
| 2 094 | 2 042 | 2 659 | 3 210 | 3 429 | 2 157 | 2 052 | 1 924 | 1 834 |

## Subdivisions
Barrancos est l'une des cinq municipalités portugaises composées d'une unique freguesia.

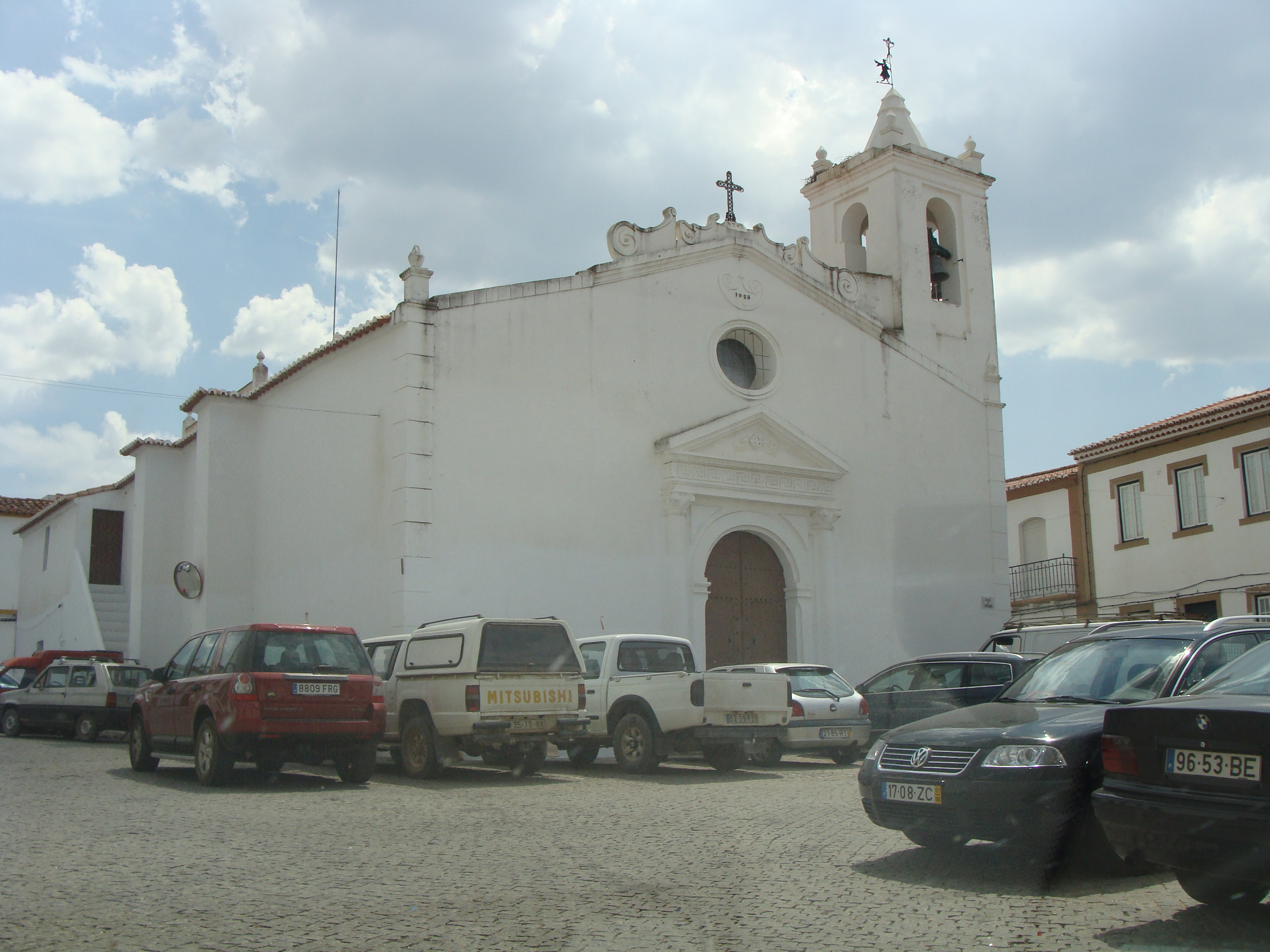
L'église
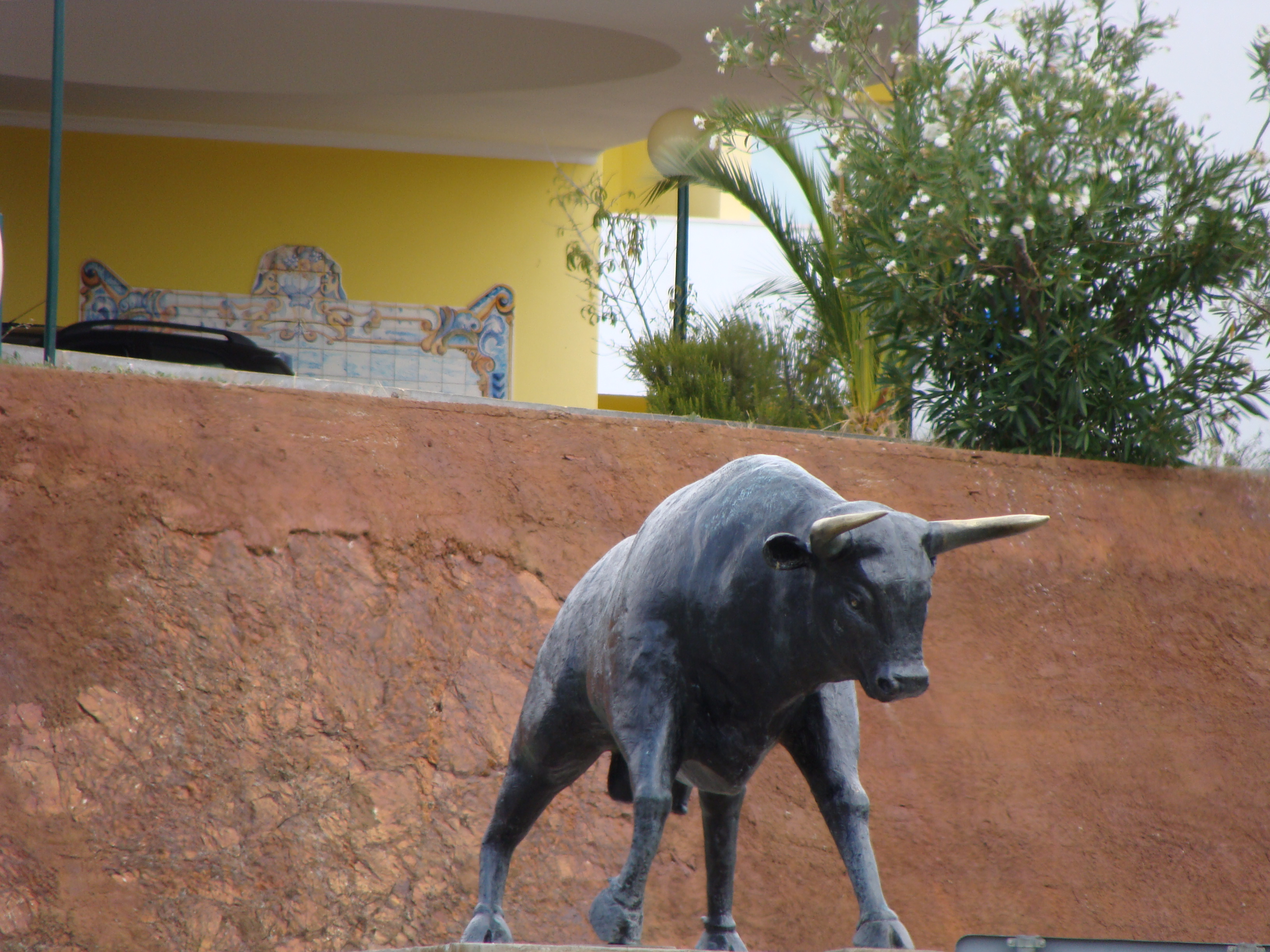
Le taureau
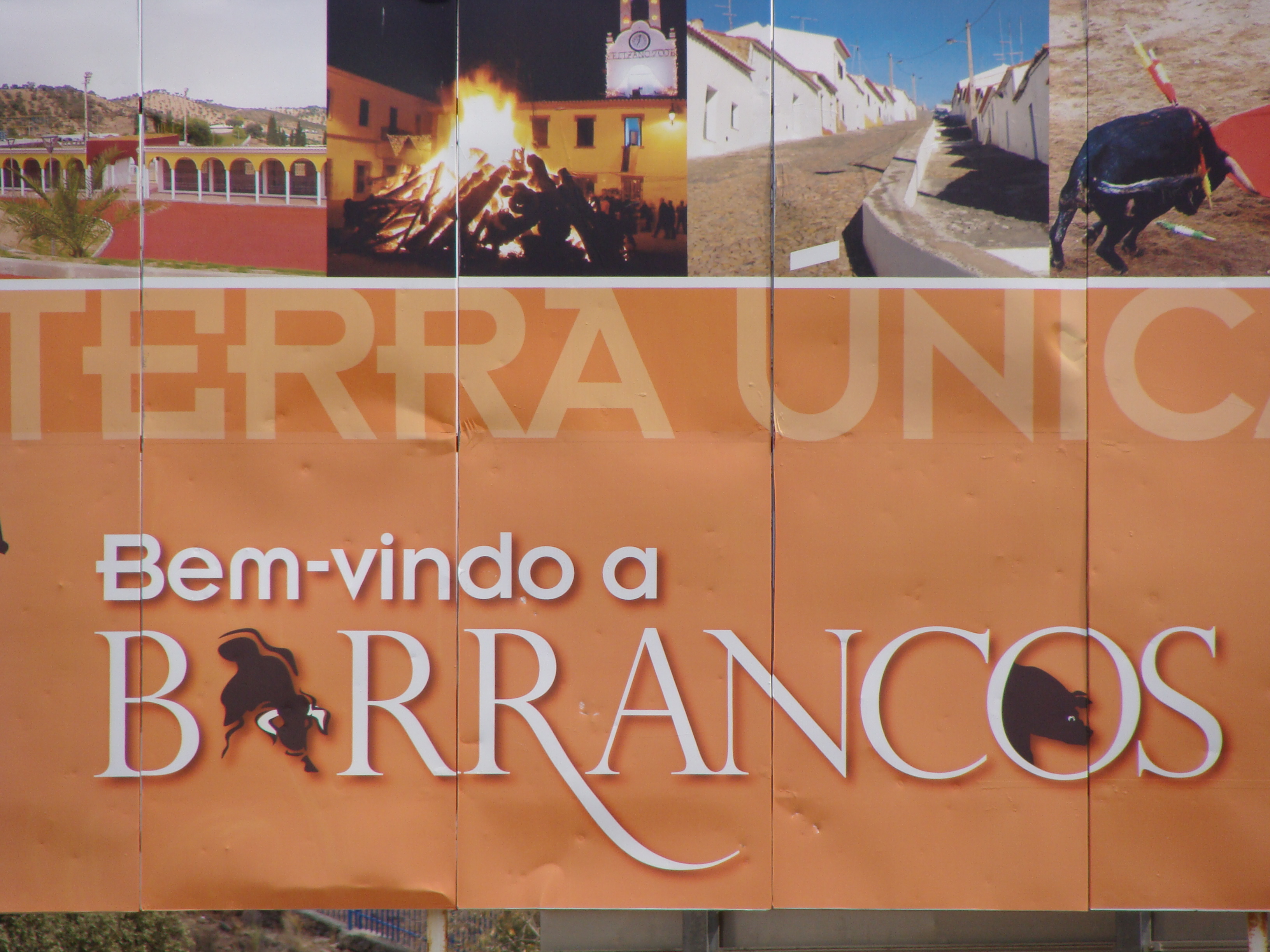
Panneau de bienvenue